# Lomatogonium
Genre
Lomatogonium est un genre de plantes de la famille des Gentianacées.

## Liste d'espèces
Selon ITIS (29 avril 2025) :
- Lomatogonium rotatum (L.) Fr. ex Fernald

Selon NCBI (29 avril 2025) :
- Lomatogonium bellum Harry Sm., 1967
- Lomatogonium brachyantherum (C.B.Clarke) Fernald, 1919
- Lomatogonium carinthiacum (Wulfen) A.Braun, 1830
- Lomatogonium cuneifolium Harry Sm., 1926
- Lomatogonium forrestii (Balf.f.) Fernald, 1919
- Lomatogonium gamosepalum Harry Sm., 1967
- Lomatogonium lijiangense T.N.Ho, 1982
- Lomatogonium lloydioides (Burkill) Harry Sm. ex Chater, 1982
- Lomatogonium longifolium Harry Sm., 1936
- Lomatogonium macranthum Fernald, 1919
- Lomatogonium oreocharis (Diels) C.Marquand, 1929
- Lomatogonium perenne T.N.Ho & S.W.Liu ex J.X.Yang, 1983
- Lomatogonium rotatum Fr., 1849
- Lomatogonium spathulatum (A.Kern.) Fernald, 1919
- Lomatogonium thomsonii (C.B.Clarke) Fernald, 1919

Selon Tropicos (29 avril 2025) (Attention liste brute contenant possiblement des synonymes) :
- Lomatogonium bellum (Hemsl.) Harry Sm.
- Lomatogonium brachyantherum (C.B. Clarke) Fernald
- Lomatogonium caeruleum (Royle) Harry Sm. ex B.L. Burtt
- Lomatogonium caespitosum Harry Sm.
- Lomatogonium carinthiacum (Wulfen) Rchb.
- Lomatogonium chilaiensis C.H. Chen & J.C. Wang
- Lomatogonium chumbicum (Burkill) Harry Sm.
- Lomatogonium cordifolium (Franch.) H.W. Li
- Lomatogonium cuneifolium Harry Sm.
- Lomatogonium deltoideum (Burkill) C. Marquand
- Lomatogonium diffusum (Maxim.) Fernald
- Lomatogonium forrestii (Balf. f.) Fernald
- Lomatogonium gamosepalum (Burkill) Harry Sm.
- Lomatogonium graciliflorum Harry Sm.
- Lomatogonium lijiangense T.N. Ho
- Lomatogonium lloydioides (Burkill) Harry Sm. ex Chater
- Lomatogonium longifolium Harry Sm.
- Lomatogonium lubahnianum (Vatke) Fernald
- Lomatogonium macranthum (Diels & Gilg) Fernald
- Lomatogonium micranthum Harry Sm.
- Lomatogonium oreocharis (Diels) C. Marquand
- Lomatogonium perenne T.N. Ho & S.W. Liu
- Lomatogonium rotatum (L.) Fr.
- Lomatogonium saccatum Harry Sm.
- Lomatogonium sichuanense Z.Y. Zhu
- Lomatogonium sikkimense (Burkill) Harry Sm.
- Lomatogonium spathulatum (A. Kern.) Fernald
- Lomatogonium stapfii (Burkill) Harry Sm.
- Lomatogonium stellarianum Kostel.
- Lomatogonium sulcatum Rchb. ex Kostel.
- Lomatogonium tenellum (Rottb.) Á. Löve & D. Löve
- Lomatogonium thomsonii (C.B. Clarke) Fernald
- Lomatogonium zhongdianense S.W. Liu & T.N. Ho